# TRH
Thyrotropin-Releasing Hormone (TRH) er et hormon, som syntetiseres i parvocellulære neuroendokrine celler i hypothalamus. Hormonet frisættes til blodårer, som ender i adenohypofysen. Herefter kan TRH binde til TRH-receptorer på de thyrotrofe celler i adenohypofysen, som således stimuleres til syntese og sekretion af TSH.
| Naturvidenskab | Spire Denne naturvidenskabsartikel er en spire som bør udbygges. Du er velkommen til at hjælpe Wikipedia ved at udvide den. |